# Gunnar Utterberg
Gunnar Utterberg (n. 28 noiembrie 1942, Jönköping, Comitatul Jönköping, Suedia – d. 12 septembrie 2021, Mölltorp⁠(d), Comuna Karlsborg, Comitatul Västra Götaland, Suedia) a fost un caiacist ce a reprezentat Suedia, medaliat olimpic. A participat la 3 ediții ale Jocurilor Olimpice (1964, 1968, 1972) în care a câștigat o medalie de aur.